# Morschwiller-le-Bas
Morschwiller-le-Bas är en kommun i departementet Haut-Rhin i regionen Grand Est (tidigare regionen Alsace) i nordöstra Frankrike. Kommunen ligger i kantonen Mulhouse-Sud som tillhör arrondissementet Mulhouse. År 2022 hade Morschwiller-le-Bas 3 666 invånare.

## Befolkningsutveckling
Antalet invånare i kommunen Morschwiller-le-Bas
| Referens: INSEE |